# Sixto Enrique de Borbón
Sixto Enrique Hugo Francisco Javier de Borbón-Parma y Borbón-Busset (Pau, 22 de julio de 1940) es un aristócrata y político español carlista, líder de la Comunión Tradicionalista. Sus seguidores, llamados «sixtinos», representan dentro del carlismo el ala de orientación más integrista.
De acuerdo con sus partidarios, es «duque de Aranjuez, infante de España, regente de la Comunión Tradicionalista y abanderado de la Tradición», y algunos le atribuyen derechos al trono de España como descendiente de Felipe V, bajo el nombre de «Enrique V».
Durante la mayor parte de su vida residió en París y en el Castillo de Lignières. Posteriormente a su incapacitación legal en 2022, ingresó en una residencia para ancianos dependientes bajo la tutela del Estado francés. Ha organizado seminarios y conferencias de geopolítica relacionada con Europa, Iberoamérica y Oriente Próximo.

## Biografía

### Primeros años
Nació en la ciudad francesa de Pau el 22 de julio de 1940, segundo de los varones de Francisco Javier de Borbón-Parma (reclamante del trono español) y de María Magdalena de Borbón-Busset.
Estudió en diversos colegios religiosos, completando su formación posteriormente con estudios de Derecho, lenguas clásicas y modernas y finanzas. Ya en su juventud estuvo relacionado con la Action Française y era muy amigo del escritor tradicionalista Michel de Saint-Pierre.
Clasificado en Francia como «apto para el servicio militar», fue citado el 5 de enero de 1965 para su incorporación al 4.º Regimiento de Cazadores en La Valbonne, pero no acudió al llamamiento, por preferir realizar el servicio militar en España. Bajo el nombre falso de Enrique Aranjuez, ese año se alistó en el tercio Gran Capitán, 1.º de la Legión. El 2 de mayo juró bandera y posteriormente participó en el desfile del 18 de julio en Melilla. Esto le acarreó una condena a un año de prisión en Francia, donde fue declarado prófugo, y el embargo de sus bienes por el delito de rebeldía. Al descubrirse su identidad fue expulsado de la Legión.
Posteriormente pasó a Portugal, donde contactó con la extrema derecha portuguesa y española. Allí se vio con el antiguo delegado nacional de Requetés, José Arturo Márquez de Prado, y con el carlista hispano-argentino Hermenegildo García Llorente, sobrino del jefe regional de Andalucía Occidental José María García Verde. Durante su estancia en Portugal participó en 1968 en una concentración carlista celebrada en Fátima, todavía con su hermano Carlos Hugo. Después se alistó en el Ejército portugués y combatió en la guerra de Angola. Más tarde estuvo en Brasil y Argentina, donde contactó con la extrema derecha de aquellos países.

### Actividad política durante la Transición
Tras la cesión del control de la organización carlista en 1972 de su padre en su hermano Carlos Hugo, las divergencias con este se acentuaron, sobre todo debido al cambio ideológico del nuevo Partido Carlista, liderado por su hermano hacia el socialismo autogestionario. Finalmente, los sectores más tradicionalistas del movimiento se separaron. La ruptura se hizo pública mediante una carta dirigida por Sixto a su hermano, el 22 de septiembre de 1975, en la que le acusaba de traicionar los ideales carlistas:

«Hoy, después de la forzada abdicación de nuestro Padre, me obligas, con el documento que acabo de recibir, a definirme públicamente y tomar la firme decisión de mantener en alto la bandera de la Comunión Tradicionalista-Carlista que tú has abandonado; y ello por lealtad al pueblo carlista, al cual nos debemos, y por fidelidad a los grandes principios de nuestra Causa que son inalterables, sin pretender con ello arrogarme derechos que no me corresponden».

En agosto de 1975 Sixto Enrique ya había iniciado una gira política por España. Aunque todavía seguía vigente la orden gubernamental de expulsión contra toda la familia Borbón-Parma, Sixto se movía por el territorio español con pasaporte expedido en el Consulado de Bayona, mientras que periódicos tradicionalistas o afines como El Alcázar, El Pensamiento Navarro, Brújula, Iglesia-Mundo, ¿Qué pasa?, promovían la campaña sixtina de «Reconquista de Montejurra», de la que también se hizo eco la prensa del Movimiento.
El 25 de septiembre Sixto Enrique nombró a Juan Sáenz Díez jefe delegado de una Comunión Tradicionalista reconstituida, con la finalidad de reagrupar a todos los tradicionalistas españoles y dotarles de una estructura, reconstruyendo los cuadros y organizaciones.
El 21 de abril de 1976, Márquez de Prado y Sixto Enrique se reunieron secretamente en el Hotel Tres Reyes de Pamplona con el gobernador civil de Navarra, José Luis Rodríguez de Gordoa, al que, según informó Gordoa al ministro Manuel Fraga, Sixto explicó que pretendían encauzar el carlismo y recuperar el acto de Montejurra, al considerar que su hermano Carlos Hugo había subvertido los principios carlistas con ideas marxistas. Según Gordoa, Sixto Enrique también manifestó acatamiento a Juan Carlos de Borbón, coronado rey de España pocos meses antes, y expresó que no presentaba ningún problema dinástico, sino que su interés era meramente patriótico. También tenían previsto reunirse con el director general de Política Interior, José Manuel Otero.
Pocos días después, el 26 de abril, Sixto Enrique presidió el acto del Quintillo, en Sevilla, que venían realizando los carlistas desde 1934. Después de aquel acto se hizo pública una declaración de principios, afirmando que la Comunión Tradicionalista proclamaba «la defensa de la independencia moral y política de España frente a toda internacional socialista o comunista», lamentando «las graves desviaciones doctrinales del príncipe don Carlos Hugo por su pública adscripción a la doctrina socialista». El manifiesto decía asimismo de Sixto que «ha sabido mostrarse fiel al juramento prestado por su padre, don Javier, ante la tumba de don Alfonso Carlos, y sigue enarbolando con la Comunión Tradicionalista la bandera de Dios, Patria, Fueros y Rey».
El 9 de mayo de ese mismo año, en los llamados sucesos de Montejurra, un heterogéneo grupo «sixtino» —compuesto por miembros de la nueva Comunión Tradicionalista, la Hermandad de Excombatientes, Unión Nacional Española y Fuerza Nueva — se enfrentó a otro heterogéneo grupo «carlohuguista» —compuesto por miembros del nuevo Partido Carlista, el PCE, el PSUC, el PTE, la ORT, el MCE, el PSP, PSOE y ETA —, cuando los primeros trataban de recuperar el tradicional viacrucis para el carlismo tradicionalista, y, tras una intensa pelea con porras y palos entre ambas facciones, resultaron muertas por heridas de bala dos personas de filiación izquierdista. Sixto Enrique estuvo presente en el monte, sin embargo, según afirmó José Arturo Márquez de Prado (uno de los principales tradicionalistas sixtinos que acudió a Montejurra y jefe de la Secretaría Política de Sixto en aquellos años), nadie de los que integraban el séquito de Sixto, que se hallaban en la cima del monte, portaba armas ni efectuó disparos.
No todos los grupos tradicionalistas participaron en la nueva Comunión Tradicionalista, como fue el caso de Unión Carlista o Comunión Católico-Monárquica, y parte de los que sí lo hicieron, como algunos tradicionalistas asturianos y valencianos, desde fechas tempranas empezaron a mostrar desconcierto y distancia respecto a las actuaciones políticas de Sixto.
A finales de la década de 1970 Sixto estuvo presente en alguno de los actos organizados por Fuerza Nueva, en aquel momento próxima a la Comunión Tradicionalista, con la que en 1979 se presentaría a las elecciones generales en la coalición Unión Nacional, obteniendo un escaño.

### Ruptura familiar

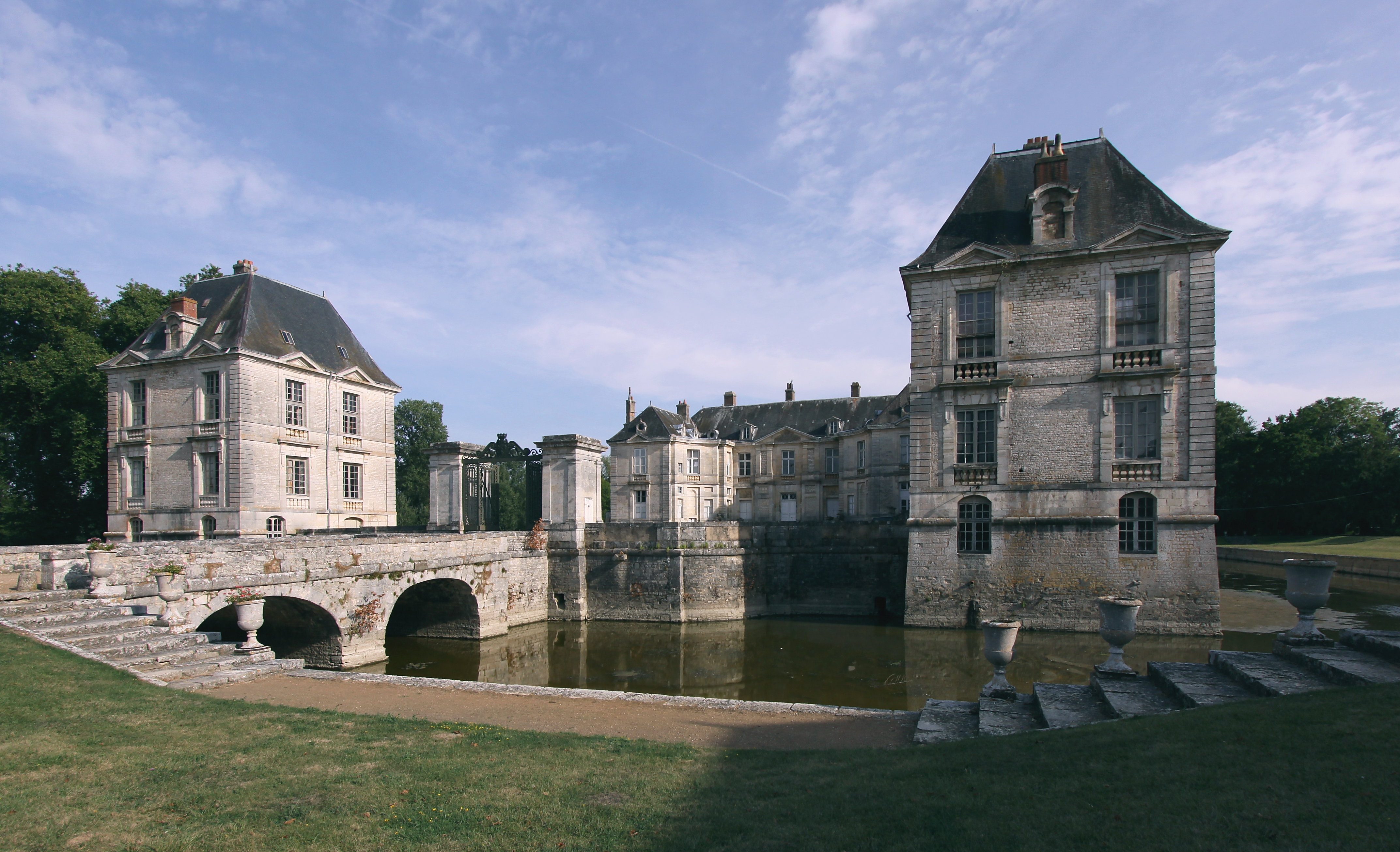
Castillo de Lignières.

El 4 de marzo de 1977 Sixto Enrique se mostraba junto a su padre en una entrevista concedida a Alfredo Amestoy en La Actualidad Española, en la que Javier de Borbón-Parma reafirmaba el pensamiento carlista tradicional, condenando expresamente «el marxismo y el separatismo» en un manifiesto.
Tras publicarse esta entrevista, Carlos Hugo denunció que Sixto había secuestrado a su padre, lo cual fue desmentido oficialmente por la secretaría personal de Javier, que calificó la denuncia como «una baja maniobra política» debido a que el jefe de la Casa Carlista se había negado a apoyar «ciertas iniciativas cuyo contenido marxista o socialista es contrario a los ideales del carlismo». Según su secretaría personal, esta denuncia provocó que Javier tuviera que ser hospitalizado, muy afectado por el escándalo generado.
Carlos Hugo y sus hermanas reaccionaron entonces haciendo firmar a su padre un manifiesto en sentido contrario ante un notario parisino, lo que terminaría de dividir a la familia. La madre, María Magdalena de Borbón-Busset, publicó entonces una nota de prensa asegurando que Sixto no había secuestrado a su marido y que, en cambio, sus hijos Cecilia y Carlos Hugo lo habían sacado del hospital donde se encontraba ingresado, en contra de las indicaciones de los médicos, para llevarlo ante un notario desconocido y obligarle a hacer una declaración a favor de Carlos Hugo y «contraria al auténtico Tradicionalismo».
Javier falleció poco después de estos sucesos, lo que llevó a su esposa Magdalena a repudiar a sus hijos Carlos Hugo, María Teresa, Cecilia y Nieves, llegando incluso a disponer que a su muerte, ocurrida en 1984, no pudiesen asistir al velatorio de su cadáver en el castillo de Lignières. Sixto Enrique heredaría de su madre el castillo de Lignières y su hermana María Francisca, el de Bostz.

### Atentados

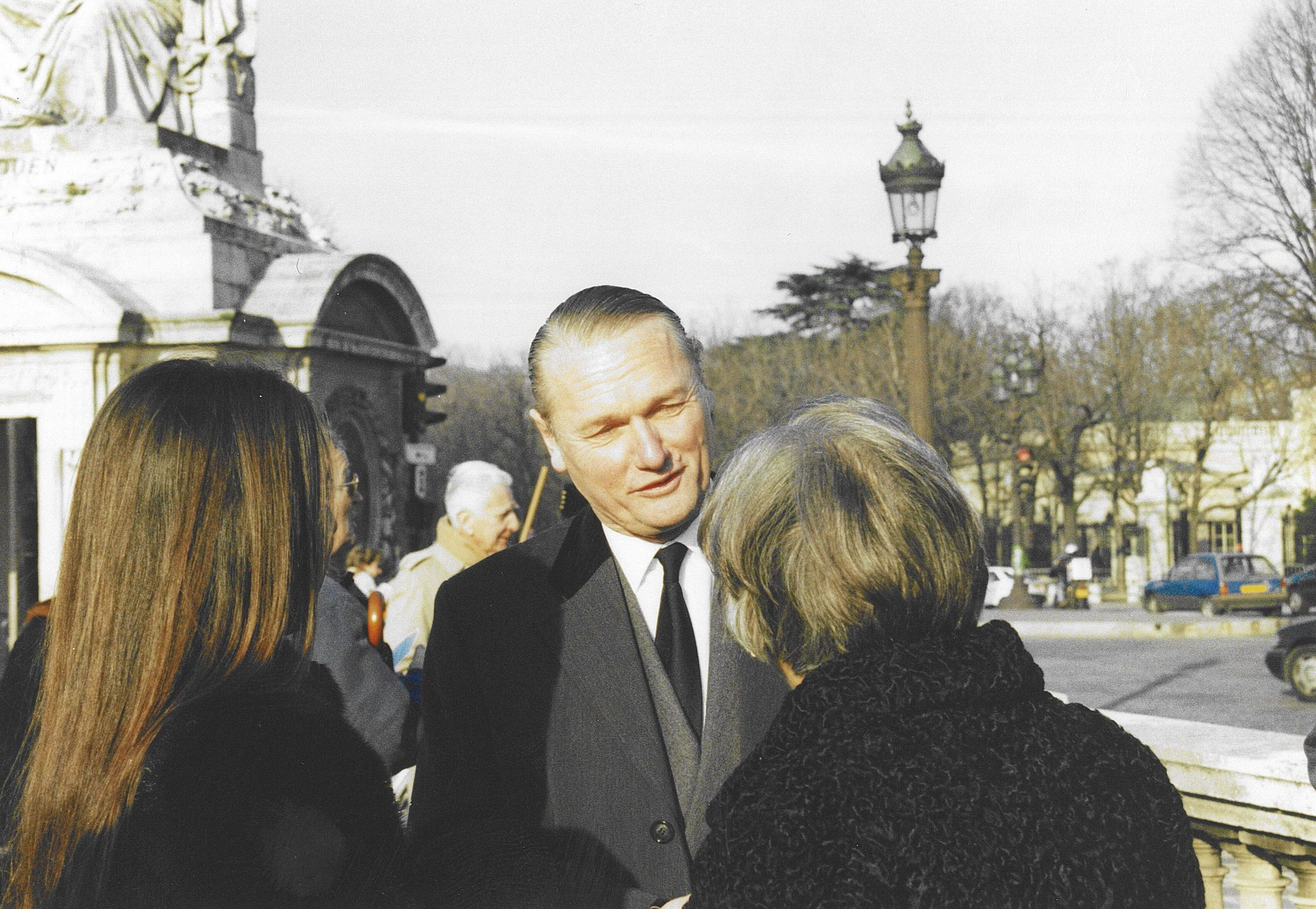
Sixto de Borbón en 1999.

En septiembre de 1976 fue asesinado por ETA el presidente de la Diputación de Guipúzcoa Juan María de Araluce, que había financiado a los sixtinos la «operación Montejurra». En diciembre de 1978 la misma organización terrorista asesinó a José María Arrizabalaga Arcocha, jefe de las Juventudes Tradicionalistas de Vizcaya y uno de los más directos colaboradores de Sixto Enrique.
El 6 de julio de 1980 el propio Sixto fue acuchillado en París por un antiguo paracaidista de nombre Marc Caregi. El móvil de este atentado, que casi le costó la vida, jamás fue aclarado, aunque la policía francesa barajó la posibilidad de que hubiese tenido que ver con el conflicto relativo al carlismo en España. Tres años después fue también asesinado en París por arma de fuego su sobrino y estrecho colaborador Eduardo Javier de Lobkowicz, cuyo cadáver apareció flotando en las aguas del Sena. Este último crimen tampoco fue esclarecido; uno de los móviles contemplados fue que se tratara de un atentado perpetrado por terroristas musulmanes, ya que el joven príncipe prestaba ayuda a organizaciones caritativas cristianas del Líbano.
Tras haberse producido nuevos nombramientos en la dirección de la Comunión Tradicionalista a espaldas de Sixto, en mayo de 1984 el abanderado manifestó a través de un telegrama —en respuesta a unas condolencias por la muerte de su sobrino— que no reconocía ninguna jefatura que no hubiera sido nombrada por él, y designó para contestarle al valenciano Carlos Cort Pérez-Caballero, residente en Barcelona.

### Actividad en Francia

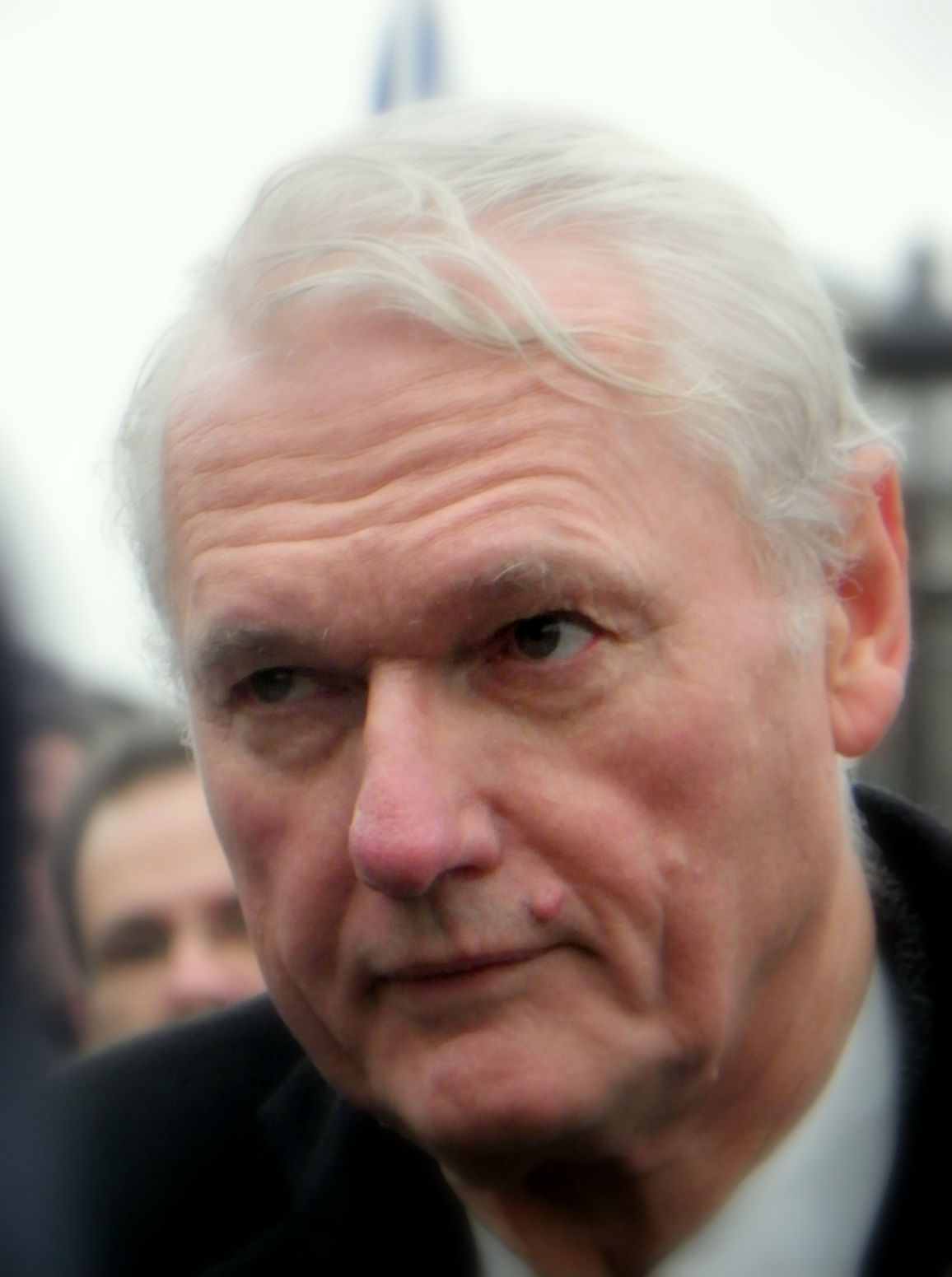
El príncipe Sixto Enrique de Borbón Parma en París en 2014.

Sixto Enrique de Borbón, partidario de la liturgia y doctrina católica tradicional y fiel de la Hermandad Sacerdotal San Pío X, asistió en 1988 a las consagraciones episcopales realizadas por el arzobispo Marcel Lefebvre en Écône y frecuenta aún en París la iglesia de Saint-Nicolas-du-Chardonnet, que administra dicha organización.
En Francia Sixto Enrique ha gozado también de simpatías dentro del legitimismo contrarrevolucionario francés. En la década de 1990 sus partidarios se expresaban en el periódico La Tradition de Rennes.
En una carta el año 2002, mostró su apoyo al líder ultraderechista francés Jean-Marie Le Pen.
En el país galo Sixto Enrique es presidente de honor de la Asociación universal de amigos de Juana de Arco. A iniciativa suya se construyó en Moscú una estatua de la heroína francesa en reconocimiento del «apoyo inestimable de Rusia a los cristianos de Oriente».
Según el historiador Ricardo Mateos, que ha realizado investigaciones sobre la genealogía, la historia y la biografía de las casas reales europeas, pruebas de ADN habrían clarificado que Sixto Enrique desciende «sin rastro de ilegitimidad» de Luis XIV de Francia.

### Actividad en Hispanoamérica
En el año 1996 un grupo de carlistas fundaron en Argentina la "Hermandad Tradicionalista Carlos VII", que se declararía leal a Sixto Enrique de Borbón. En una visita a este país sudamericano en enero de 2001, Sixto sufrió un grave accidente de automóvil, en el que perdieron la vida el carlista hispano-argentino José Ramón García Llorente (estrecho colaborador y partidario suyo) y Juan Manuel Muskett.
En julio del mismo año publicó un manifiesto llamando al reagrupamiento de los carlistas, en el que destacaba la misión providencial del carlismo, así como la necesidad de reconstruir la constitución histórica de la Hispanidad:

«En las Españas, la Hispanidad repartida por todos los continentes, que ha sido la más alta expresión de la Cristiandad en la historia, radica nuestra principal fuerza. A la reconstrucción de su constitución histórica y a la restauración de un gobierno según su modo de ser debemos dedicar todos nuestros empeños. Desde que una parte creciente de los españoles los olvidara, a partir de los días de la invasión napoleónica, solo hemos tenido decadencia e inestabilidad. La actuación del Carlismo impidió que la decadencia se consumase en agotamiento, quizá fatal. Porque, aunque nuestros antecesores no llegaran a triunfar, su resistencia, aquel "gobernar desde fuera" que practicaron, impidió la muerte de nuestro ser. No puede ser otro el papel de nuestra Comunión, baluarte desde el que confiamos conservar los restos que —si Dios lo quiere— nos permitan el triunfo, el ciento por uno de nuestros desvelos, además de la vida eterna que es —por encima de todo— lo que deseamos alcanzar. Como escribió mi padre en su Manifiesto de tres de abril de mil novecientos cincuenta y cuatro: "Aun con nuestra limitada visión humana, tenemos que entender que obedece a un plan providencial la conservación sorprendente de esta selección de hombres que a lo largo de un siglo ha mantenido la pureza de sus ideales frente a la persecución, la derrota y el hastío". De esta pureza de ideales, y no de la cesión a cualesquiera de las tentaciones de adaptación que por doquier nos acechan, ha de nacer la victoria que necesitamos. Que este siglo que comienza sea el de nuestras Españas.»

En 2005 viajó a Colombia, dónde visitó la ciudad de Santiago de Tunja y fue recibido por el celebre historiador colombiano Luis Corsi. Visitó la tumba del cura Santa Cruz en Pasto, acompañado por el sacerdote de la FSSPX, José Ramón García Gallardo, hijo del fallecido José Ramón García Llorente. También realizó un viaje de contenido político en 2008 al Perú, donde participó en el simposio «Bartolomé Herrera y su tiempo», coordinado por el abogado y excongresista de la nación Fernán Altuve-Febres. En el Congreso de la República del Perú fue recibido con honores militares y saludado por su vicepresidente primero.

### Época reciente
A consecuencia del manifiesto de 2001, sus seguidores en España comenzaron a desarrollar cierta actividad, reactivando la Comunión Tradicionalista —al margen de la Comunión Tradicionalista Carlista (CTC)— y en torno a una Secretaría Política, dirigida por Rafael Gambra y, tras la muerte de este, por Miguel Ayuso. En 2010 asumió su Jefatura Delegada José Miguel Gambra.
En 2003 aprovechó una visita a Madrid para reunirse con su estrecho amigo Blas Piñar y acudió a una cena organizada por la Asociación de Amigos de Léon Degrelle, en la que pronunció un discurso, lo cual levantó cierta polémica y disgustó a su propia Secretaría Política.
En una carta, Sixto se opuso al deseo de su hermano Carlos Hugo de donar los fondos del archivo carlista al Archivo Histórico Nacional, donación que se llevó a cabo finalmente en 2002. Asimismo, participó en un acto en Madrid contra la Constitución Europea, y en 2006 dirigió una carta a Benedicto XVI con motivo de su visita a España.

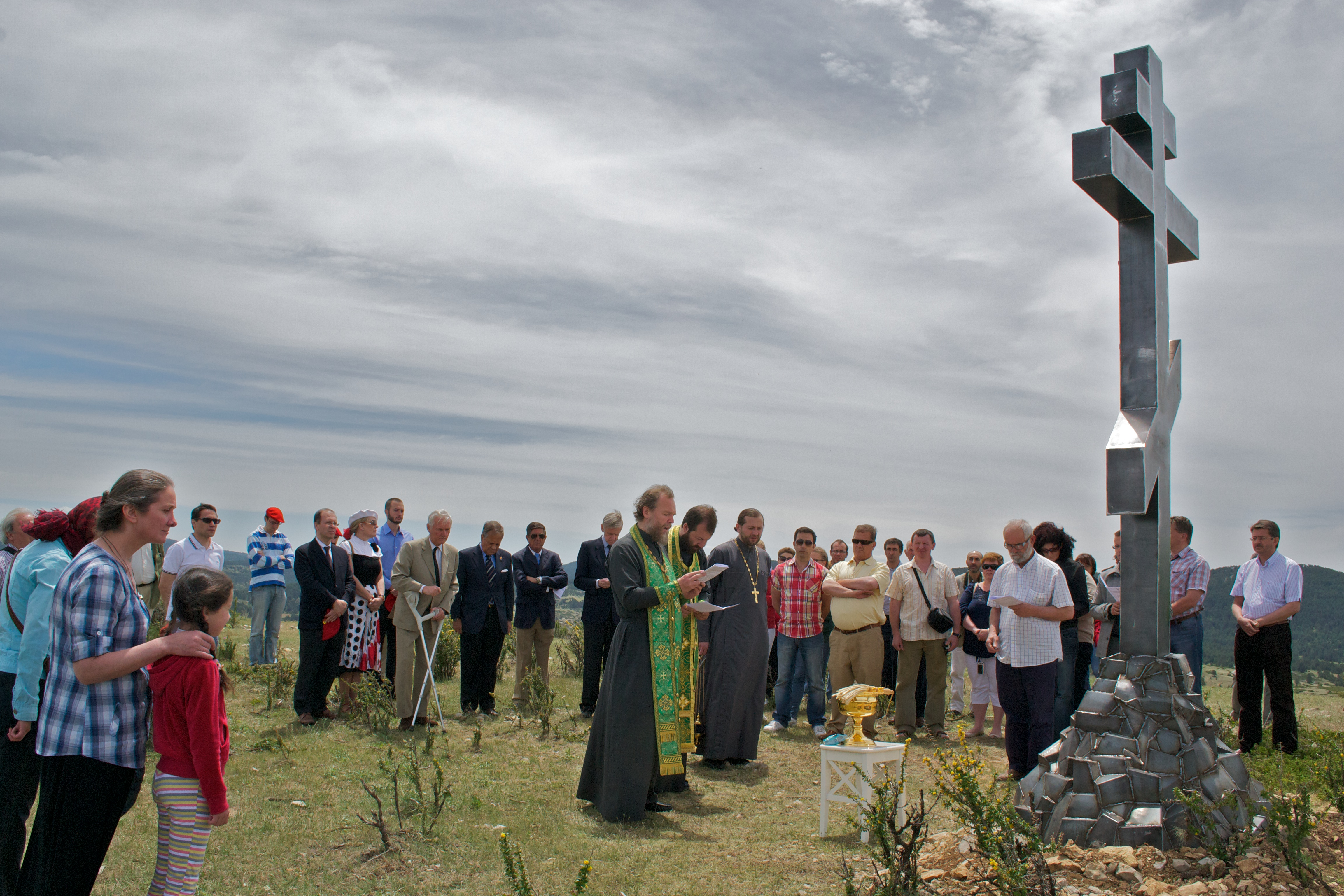
Sixto Enrique (traje beige, con muletas) en 2012 en Checa en una ceremonia de homenaje a voluntarios rusos blancos que participaron en la guerra civil española.

Según sus partidarios, los matrimonios desiguales de sus sobrinos Carlos Javier de Borbón-Parma (2010) y Jaime Bernardo de Borbón-Parma (2013), habrían legitimado las pretensiones de Sixto Enrique por ser contrarios a las disposiciones de la Pragmática Sanción de 1776. Según esta ley, el matrimonio desigual supone la pérdida de los derechos de sucesión.
Participó en 2014 en un encuentro de figuras de extrema derecha en Viena auspiciado por Konstantin Malofeev, en el que los participantes discutieron cómo «salvar a Europa del liberalismo y del "satánico" lobby gay». Se declara amante de Rusia desde que de pequeño leyó la novela Miguel Strogoff. En el contexto de la guerra de Siria, declaró que Bashar al-Ásad es el presidente legítimo del país y afirmó que la llamada Primavera Árabe había sido un invento anglo-americano para una reconstitución global del Oriente Medio.
En 2015 fue nombrado 50.º Gran Maestre de la Orden de San Lázaro de Jerusalén de la llamada «obediencia de Jerusalén», que según José María de Montells constituye una escisión de la Orden.

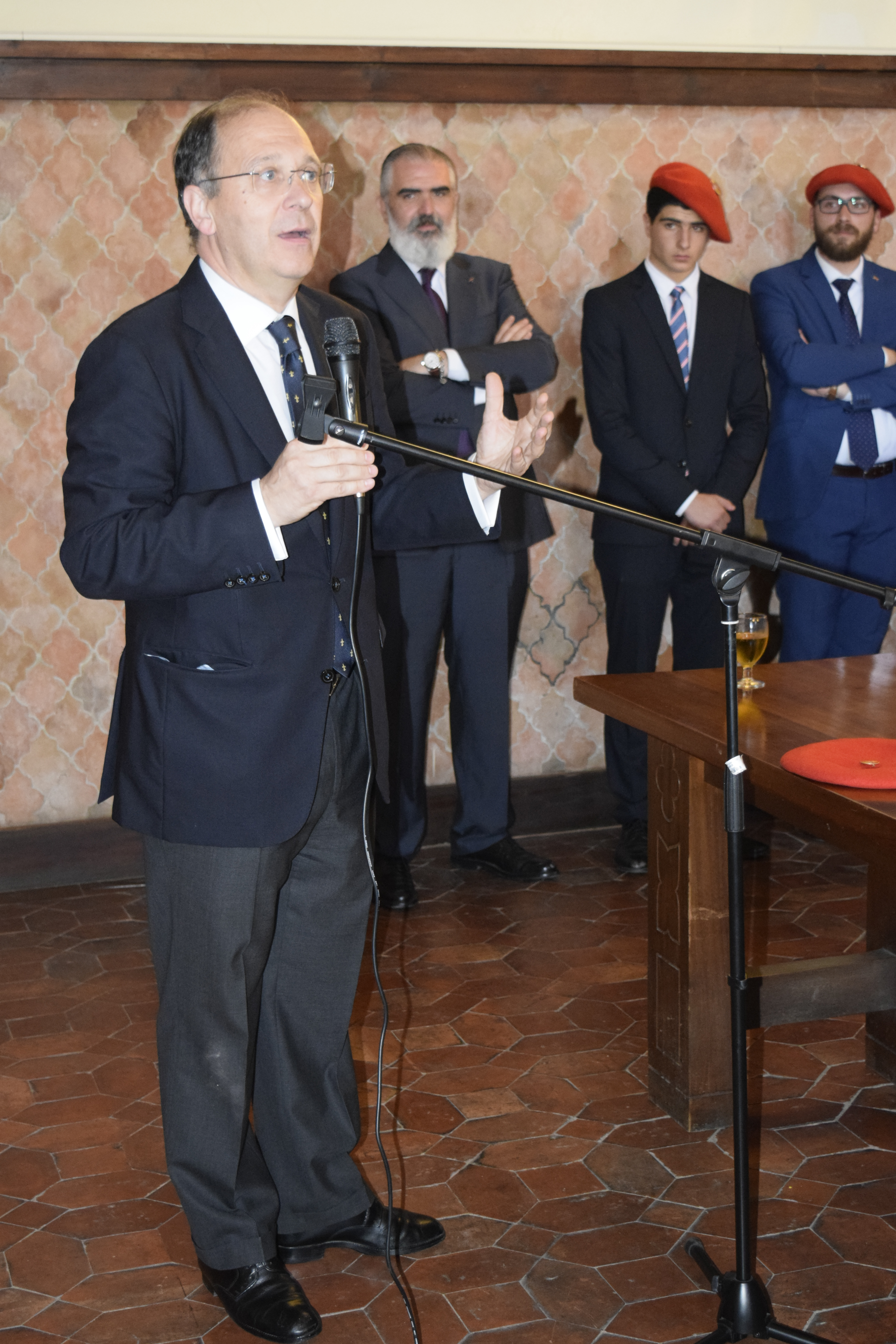
El profesor Miguel Ayuso durante un acto en Valencia en conmemoración del XL aniversario de Javier de Borbón-Parma, al que asistió su hijo Sixto Enrique de Borbón (2017).

Durante la década de 2010 Sixto Enrique ha participado en diversos actos organizados en España por la Comunión Tradicionalista durante la presidencia de Gambra. En 2011 acudió al Hotel NH Zurbano de Madrid para la presentación del libro «A los 175 años del Carlismo: una revisión de la tradición política hispánica», editado por Miguel Ayuso, que reunía las actas de un congreso celebrado en 2008 a instancias del Consejo de Estudios Hispánicos Felipe II, y desde 2013 hasta 2019 acudió anualmente a los actos que con motivo de la fiesta de los Mártires de la Tradición organizaron durante el mes de marzo los carlistas sixtinos en El Pardo.
Sixto Enrique ha designado caballeros de la Orden de la Legitimidad Proscrita a numerosas personalidades españolas e hispanoamericanas, entre ellos a Rafael Gambra, al padre Osvaldo Lira, a Rubén Calderón Bouchet, al expresidente uruguayo Juan María Bordaberry y al político colombiano Alejandro Ordóñez.
En septiembre de 2017 emitió un comunicado contra el ilegal referéndum separatista de Cataluña, declarando que «la unidad de España debe mantenerse a toda costa» y llamando a los carlistas y «a todos los españoles de buena voluntad» a colaborar con las fuerzas de seguridad y las Fuerzas Armadas si fuese necesario.
La escritora Huguette Perol publicó en 2009 unas memorias en francés de Sixto Enrique bajo el título Secrets de Princes. Un capétien au coeur de la France : Sixte-Henri de Bourbon Parme.
Incapacitado legalmente, actualmente está bajo la tutela del Estado francés. El Jefe de su Secretaría Política, Miguel Ayuso, ha sido acusado de ocultar su estado de salud y firmar documentos en su nombre.

## Títulos y tratamientos
Solo según los carlistas, en la tradición sixtina. No tiene ningún reconocimiento en España ni en las demás monarquías europeas:
| ● 30 de mayo de 1952-4 de noviembre de 1963: | Su alteza real Sixto Enrique de Borbón, infante de España                    |
| ● 4 de noviembre de 1963-presente:           | Su alteza real Sixto Enrique de Borbón, infante de España, duque de Aranjuez |

## Distinciones honoríficas
- Caballero gran cruz de honor y devoción de la Soberana Orden de Malta.
- Caballero gran cruz de justicia de la Sagrada Orden Militar Constantiniana de San Jorge.

## Ancestros
| \| \| \| \| \| \| \| \| \| \| \| \| \| \| \| \| \| \| \| \| 16. Carlos II, duque de Parma \| \| \| \| \| \| \| \| \| \| \| \| \| \| \| \| \| \| \| \| \| \| \| \| \| \| \| \| \| \| \| \| \| \| \| \| \| \| \| \| \| \| \| \| \| \| \| \| \| \| \| \| \| \| 8. Carlos III, duque de Parma \| \| \| \| \| \| \| \| \| \| \| \| \| \| \| \| \| \| \| \| \| \| \| \| \| \| \| \| \| \| \| \| \| \| \| \| \| \| \| \| \| \| \| \| \| \| \| \| \| \| \| \| \| \| 17. Princesa María Teresa de Cerdeña \| \| \| \| \| \| \| \| \| \| \| \| \| \| \| \| \| \| \| \| \| \| \| \| \| \| \| \| \| \| \| \| \| \| \| \| \| \| \| \| \| \| \| \| \| \| \| \| \| \| \| \| \| \| 4. Roberto I, duque de Parma \| \| \| \| \| \| \| \| \| \| \| \| \| \| \| \| \| \| \| \| \| \| \| \| \| \| \| \| \| \| \| \| \| \| \| \| \| \| \| \| \| \| \| \| \| \| \| \| \| \| \| \| \| \| 18. Príncipe Carlos Fernando de Francia, duque de Berry \| \| \| \| \| \| \| \| \| \| \| \| \| \| \| \| \| \| \| \| \| \| \| \| \| \| \| \| \| \| \| \| \| \| \| \| \| \| \| \| \| \| \| \| \| \| \| \| \| \| \| \| \| \| 9. Princesa Luisa María de Francia \| \| \| \| \| \| \| \| \| \| \| \| \| \| \| \| \| \| \| \| \| \| \| \| \| \| \| \| \| \| \| \| \| \| \| \| \| \| \| \| \| \| \| \| \| \| \| \| \| \| \| \| \| \| 19. Princesa María Carolina de las Dos Sicilias \| \| \| \| \| \| \| \| \| \| \| \| \| \| \| \| \| \| \| \| \| \| \| \| \| \| \| \| \| \| \| \| \| \| \| \| \| \| \| \| \| \| \| \| \| \| \| \| \| \| \| \| \| \| 2. Javier, duque de Parma \| \| \| \| \| \| \| \| \| \| \| \| \| \| \| \| \| \| \| \| \| \| \| \| \| \| \| \| \| \| \| \| \| \| \| \| \| \| \| \| \| \| \| \| \| \| \| \| \| \| \| \| \| \| 20. Juan VI, rey de Portugal \| \| \| \| \| \| \| \| \| \| \| \| \| \| \| \| \| \| \| \| \| \| \| \| \| \| \| \| \| \| \| \| \| \| \| \| \| \| \| \| \| \| \| \| \| \| \| \| \| \| \| \| \| \| 10. Miguel I, rey de Portugal \| \| \| \| \| \| \| \| \| \| \| \| \| \| \| \| \| \| \| \| \| \| \| \| \| \| \| \| \| \| \| \| \| \| \| \| \| \| \| \| \| \| \| \| \| \| \| \| \| \| \| \| \| \| 21. Infanta Carlota Joaquina de España \| \| \| \| \| \| \| \| \| \| \| \| \| \| \| \| \| \| \| \| \| \| \| \| \| \| \| \| \| \| \| \| \| \| \| \| \| \| \| \| \| \| \| \| \| \| \| \| \| \| \| \| \| \| 5. Infanta María Antonia de Portugal \| \| \| \| \| \| \| \| \| \| \| \| \| \| \| \| \| \| \| \| \| \| \| \| \| \| \| \| \| \| \| \| \| \| \| \| \| \| \| \| \| \| \| \| \| \| \| \| \| \| \| \| \| \| 22. Constantino, Príncipe Heredero de Löwenstein-Wertheim-Rosenberg \| \| \| \| \| \| \| \| \| \| \| \| \| \| \| \| \| \| \| \| \| \| \| \| \| \| \| \| \| \| \| \| \| \| \| \| \| \| \| \| \| \| \| \| \| \| \| \| \| \| \| \| \| \| 11. Princesa Adelaida de Löwenstein-Wertheim-Rosenberg \| \| \| \| \| \| \| \| \| \| \| \| \| \| \| \| \| \| \| \| \| \| \| \| \| \| \| \| \| \| \| \| \| \| \| \| \| \| \| \| \| \| \| \| \| \| \| \| \| \| \| \| \| \| 23. Princesa María Inés de Hohenlohe-Langenburg \| \| \| \| \| \| \| \| \| \| \| \| \| \| \| \| \| \| \| \| \| \| \| \| \| \| \| \| \| \| \| \| \| \| \| \| \| \| \| \| \| \| \| \| \| \| \| \| \| \| \| \| \| \| 1. Príncipe Sixto Enrique de Parma \| \| \| \| \| \| \| \| \| \| \| \| \| \| \| \| \| \| \| \| \| \| \| \| \| \| \| \| \| \| \| \| \| \| \| \| \| \| \| \| \| \| \| \| \| \| \| \| \| \| \| \| \| \| 24. Eugène de Borbón-Busset, conde de Lignières \| \| \| \| \| \| \| \| \| \| \| \| \| \| \| \| \| \| \| \| \| \| \| \| \| \| \| \| \| \| \| \| \| \| \| \| \| \| \| \| \| \| \| \| \| \| \| \| \| \| \| \| \| \| 12. Henri de Borbón-Busset, conde de Lignières \| \| \| \| \| \| \| \| \| \| \| \| \| \| \| \| \| \| \| \| \| \| \| \| \| \| \| \| \| \| \| \| \| \| \| \| \| \| \| \| \| \| \| \| \| \| \| \| \| \| \| \| \| \| 25. Idalie Albertine de Calonne de Courtebonne \| \| \| \| \| \| \| \| \| \| \| \| \| \| \| \| \| \| \| \| \| \| \| \| \| \| \| \| \| \| \| \| \| \| \| \| \| \| \| \| \| \| \| \| \| \| \| \| \| \| \| \| \| \| 6. Georges de Borbón-Busset, conde de Lignières \| \| \| \| \| \| \| \| \| \| \| \| \| \| \| \| \| \| \| \| \| \| \| \| \| \| \| \| \| \| \| \| \| \| \| \| \| \| \| \| \| \| \| \| \| \| \| \| \| \| \| \| \| \| 26. Adrien de Mailly, Marqués de Nesle \| \| \| \| \| \| \| \| \| \| \| \| \| \| \| \| \| \| \| \| \| \| \| \| \| \| \| \| \| \| \| \| \| \| \| \| \| \| \| \| \| \| \| \| \| \| \| \| \| \| \| \| \| \| 13. Adrienne Stanislas de Mailly-Nesle \| \| \| \| \| \| \| \| \| \| \| \| \| \| \| \| \| \| \| \| \| \| \| \| \| \| \| \| \| \| \| \| \| \| \| \| \| \| \| \| \| \| \| \| \| \| \| \| \| \| \| \| \| \| 27. Eugénie Henriette de Lonlay \| \| \| \| \| \| \| \| \| \| \| \| \| \| \| \| \| \| \| \| \| \| \| \| \| \| \| \| \| \| \| \| \| \| \| \| \| \| \| \| \| \| \| \| \| \| \| \| \| \| \| \| \| \| 3. María Magdalena de Borbón-Busset \| \| \| \| \| \| \| \| \| \| \| \| \| \| \| \| \| \| \| \| \| \| \| \| \| \| \| \| \| \| \| \| \| \| \| \| \| \| \| \| \| \| \| \| \| \| \| \| \| \| \| \| \| \| 28. Charles Fidèle de Kerret \| \| \| \| \| \| \| \| \| \| \| \| \| \| \| \| \| \| \| \| \| \| \| \| \| \| \| \| \| \| \| \| \| \| \| \| \| \| \| \| \| \| \| \| \| \| \| \| \| \| \| \| \| \| 14. Jean de Kerret, vizconde de Quillien \| \| \| \| \| \| \| \| \| \| \| \| \| \| \| \| \| \| \| \| \| \| \| \| \| \| \| \| \| \| \| \| \| \| \| \| \| \| \| \| \| \| \| \| \| \| \| \| \| \| \| \| \| \| 29. Marie Marguerite Lefebvre de La Faluère \| \| \| \| \| \| \| \| \| \| \| \| \| \| \| \| \| \| \| \| \| \| \| \| \| \| \| \| \| \| \| \| \| \| \| \| \| \| \| \| \| \| \| \| \| \| \| \| \| \| \| \| \| \| 7. Marie Jeanne de Kerret de Quillien \| \| \| \| \| \| \| \| \| \| \| \| \| \| \| \| \| \| \| \| \| \| \| \| \| \| \| \| \| \| \| \| \| \| \| \| \| \| \| \| \| \| \| \| \| \| \| \| \| \| \| \| \| \| 30. Claude Joseph Gautier \| \| \| \| \| \| \| \| \| \| \| \| \| \| \| \| \| \| \| \| \| \| \| \| \| \| \| \| \| \| \| \| \| \| \| \| \| \| \| \| \| \| \| \| \| \| \| \| \| \| \| \| \| \| 15. Marie-Léonie Gautier \| \| \| \| \| \| \| \| \| \| \| \| \| \| \| \| \| \| \| \| \| \| \| \| \| \| \| \| \| \| \| \| \| \| \| \| \| \| \| \| \| \| \| \| \| \| \| \| \| \| \| \| \| \| 31. Claudine Benoîte Vespre \| \| \| \| \| \| \| \| \| \| \| \| \| \| \| \| \| \| \| \| \| \| \| \| \| \| \| \| \| \| \| \| \| \| \| \| \| \| \| \| \| \| \| \| \| \| \| \| \| \| \| \| |                                                                     |  |  |  |  |  |  |  |  |  |  |  |  |  |  |  |
| |                                                                     |  |  |  |  |  |  |  |  |  |  |  |  |  |  |  |
| | 16. Carlos II, duque de Parma                                       |  |  |  |  |  |  |  |  |  |  |  |  |  |  |  |
| |                                                                     |  |  |  |  |  |  |  |  |  |  |  |  |  |  |  |
| |                                                                     |  |  |  |  |  |  |  |  |  |  |  |  |  |  |  |
| | 8. Carlos III, duque de Parma                                       |  |  |  |  |  |  |  |  |  |  |  |  |  |  |  |
| |                                                                     |  |  |  |  |  |  |  |  |  |  |  |  |  |  |  |
| |                                                                     |  |  |  |  |  |  |  |  |  |  |  |  |  |  |  |
| | 17. Princesa María Teresa de Cerdeña                                |  |  |  |  |  |  |  |  |  |  |  |  |  |  |  |
| |                                                                     |  |  |  |  |  |  |  |  |  |  |  |  |  |  |  |
| |                                                                     |  |  |  |  |  |  |  |  |  |  |  |  |  |  |  |
| | 4. Roberto I, duque de Parma                                        |  |  |  |  |  |  |  |  |  |  |  |  |  |  |  |
| |                                                                     |  |  |  |  |  |  |  |  |  |  |  |  |  |  |  |
| |                                                                     |  |  |  |  |  |  |  |  |  |  |  |  |  |  |  |
| | 18. Príncipe Carlos Fernando de Francia, duque de Berry             |  |  |  |  |  |  |  |  |  |  |  |  |  |  |  |
| |                                                                     |  |  |  |  |  |  |  |  |  |  |  |  |  |  |  |
| |                                                                     |  |  |  |  |  |  |  |  |  |  |  |  |  |  |  |
| | 9. Princesa Luisa María de Francia                                  |  |  |  |  |  |  |  |  |  |  |  |  |  |  |  |
| |                                                                     |  |  |  |  |  |  |  |  |  |  |  |  |  |  |  |
| |                                                                     |  |  |  |  |  |  |  |  |  |  |  |  |  |  |  |
| | 19. Princesa María Carolina de las Dos Sicilias                     |  |  |  |  |  |  |  |  |  |  |  |  |  |  |  |
| |                                                                     |  |  |  |  |  |  |  |  |  |  |  |  |  |  |  |
| |                                                                     |  |  |  |  |  |  |  |  |  |  |  |  |  |  |  |
| | 2. Javier, duque de Parma                                           |  |  |  |  |  |  |  |  |  |  |  |  |  |  |  |
| |                                                                     |  |  |  |  |  |  |  |  |  |  |  |  |  |  |  |
| |                                                                     |  |  |  |  |  |  |  |  |  |  |  |  |  |  |  |
| | 20. Juan VI, rey de Portugal                                        |  |  |  |  |  |  |  |  |  |  |  |  |  |  |  |
| |                                                                     |  |  |  |  |  |  |  |  |  |  |  |  |  |  |  |
| |                                                                     |  |  |  |  |  |  |  |  |  |  |  |  |  |  |  |
| | 10. Miguel I, rey de Portugal                                       |  |  |  |  |  |  |  |  |  |  |  |  |  |  |  |
| |                                                                     |  |  |  |  |  |  |  |  |  |  |  |  |  |  |  |
| |                                                                     |  |  |  |  |  |  |  |  |  |  |  |  |  |  |  |
| | 21. Infanta Carlota Joaquina de España                              |  |  |  |  |  |  |  |  |  |  |  |  |  |  |  |
| |                                                                     |  |  |  |  |  |  |  |  |  |  |  |  |  |  |  |
| |                                                                     |  |  |  |  |  |  |  |  |  |  |  |  |  |  |  |
| | 5. Infanta María Antonia de Portugal                                |  |  |  |  |  |  |  |  |  |  |  |  |  |  |  |
| |                                                                     |  |  |  |  |  |  |  |  |  |  |  |  |  |  |  |
| |                                                                     |  |  |  |  |  |  |  |  |  |  |  |  |  |  |  |
| | 22. Constantino, Príncipe Heredero de Löwenstein-Wertheim-Rosenberg |  |  |  |  |  |  |  |  |  |  |  |  |  |  |  |
| |                                                                     |  |  |  |  |  |  |  |  |  |  |  |  |  |  |  |
| |                                                                     |  |  |  |  |  |  |  |  |  |  |  |  |  |  |  |
| | 11. Princesa Adelaida de Löwenstein-Wertheim-Rosenberg              |  |  |  |  |  |  |  |  |  |  |  |  |  |  |  |
| |                                                                     |  |  |  |  |  |  |  |  |  |  |  |  |  |  |  |
| |                                                                     |  |  |  |  |  |  |  |  |  |  |  |  |  |  |  |
| | 23. Princesa María Inés de Hohenlohe-Langenburg                     |  |  |  |  |  |  |  |  |  |  |  |  |  |  |  |
| |                                                                     |  |  |  |  |  |  |  |  |  |  |  |  |  |  |  |
| |                                                                     |  |  |  |  |  |  |  |  |  |  |  |  |  |  |  |
| | 1. Príncipe Sixto Enrique de Parma                                  |  |  |  |  |  |  |  |  |  |  |  |  |  |  |  |
| |                                                                     |  |  |  |  |  |  |  |  |  |  |  |  |  |  |  |
| |                                                                     |  |  |  |  |  |  |  |  |  |  |  |  |  |  |  |
| | 24. Eugène de Borbón-Busset, conde de Lignières                     |  |  |  |  |  |  |  |  |  |  |  |  |  |  |  |
| |                                                                     |  |  |  |  |  |  |  |  |  |  |  |  |  |  |  |
| |                                                                     |  |  |  |  |  |  |  |  |  |  |  |  |  |  |  |
| | 12. Henri de Borbón-Busset, conde de Lignières                      |  |  |  |  |  |  |  |  |  |  |  |  |  |  |  |
| |                                                                     |  |  |  |  |  |  |  |  |  |  |  |  |  |  |  |
| |                                                                     |  |  |  |  |  |  |  |  |  |  |  |  |  |  |  |
| | 25. Idalie Albertine de Calonne de Courtebonne                      |  |  |  |  |  |  |  |  |  |  |  |  |  |  |  |
| |                                                                     |  |  |  |  |  |  |  |  |  |  |  |  |  |  |  |
| |                                                                     |  |  |  |  |  |  |  |  |  |  |  |  |  |  |  |
| | 6. Georges de Borbón-Busset, conde de Lignières                     |  |  |  |  |  |  |  |  |  |  |  |  |  |  |  |
| |                                                                     |  |  |  |  |  |  |  |  |  |  |  |  |  |  |  |
| |                                                                     |  |  |  |  |  |  |  |  |  |  |  |  |  |  |  |
| | 26. Adrien de Mailly, Marqués de Nesle                              |  |  |  |  |  |  |  |  |  |  |  |  |  |  |  |
| |                                                                     |  |  |  |  |  |  |  |  |  |  |  |  |  |  |  |
| |                                                                     |  |  |  |  |  |  |  |  |  |  |  |  |  |  |  |
| | 13. Adrienne Stanislas de Mailly-Nesle                              |  |  |  |  |  |  |  |  |  |  |  |  |  |  |  |
| |                                                                     |  |  |  |  |  |  |  |  |  |  |  |  |  |  |  |
| |                                                                     |  |  |  |  |  |  |  |  |  |  |  |  |  |  |  |
| | 27. Eugénie Henriette de Lonlay                                     |  |  |  |  |  |  |  |  |  |  |  |  |  |  |  |
| |                                                                     |  |  |  |  |  |  |  |  |  |  |  |  |  |  |  |
| |                                                                     |  |  |  |  |  |  |  |  |  |  |  |  |  |  |  |
| | 3. María Magdalena de Borbón-Busset                                 |  |  |  |  |  |  |  |  |  |  |  |  |  |  |  |
| |                                                                     |  |  |  |  |  |  |  |  |  |  |  |  |  |  |  |
| |                                                                     |  |  |  |  |  |  |  |  |  |  |  |  |  |  |  |
| | 28. Charles Fidèle de Kerret                                        |  |  |  |  |  |  |  |  |  |  |  |  |  |  |  |
| |                                                                     |  |  |  |  |  |  |  |  |  |  |  |  |  |  |  |
| |                                                                     |  |  |  |  |  |  |  |  |  |  |  |  |  |  |  |
| | 14. Jean de Kerret, vizconde de Quillien                            |  |  |  |  |  |  |  |  |  |  |  |  |  |  |  |
| |                                                                     |  |  |  |  |  |  |  |  |  |  |  |  |  |  |  |
| |                                                                     |  |  |  |  |  |  |  |  |  |  |  |  |  |  |  |
| | 29. Marie Marguerite Lefebvre de La Faluère                         |  |  |  |  |  |  |  |  |  |  |  |  |  |  |  |
| |                                                                     |  |  |  |  |  |  |  |  |  |  |  |  |  |  |  |
| |                                                                     |  |  |  |  |  |  |  |  |  |  |  |  |  |  |  |
| | 7. Marie Jeanne de Kerret de Quillien                               |  |  |  |  |  |  |  |  |  |  |  |  |  |  |  |
| |                                                                     |  |  |  |  |  |  |  |  |  |  |  |  |  |  |  |
| |                                                                     |  |  |  |  |  |  |  |  |  |  |  |  |  |  |  |
| | 30. Claude Joseph Gautier                                           |  |  |  |  |  |  |  |  |  |  |  |  |  |  |  |
| |                                                                     |  |  |  |  |  |  |  |  |  |  |  |  |  |  |  |
| |                                                                     |  |  |  |  |  |  |  |  |  |  |  |  |  |  |  |
| | 15. Marie-Léonie Gautier                                            |  |  |  |  |  |  |  |  |  |  |  |  |  |  |  |
| |                                                                     |  |  |  |  |  |  |  |  |  |  |  |  |  |  |  |
| |                                                                     |  |  |  |  |  |  |  |  |  |  |  |  |  |  |  |
| | 31. Claudine Benoîte Vespre                                         |  |  |  |  |  |  |  |  |  |  |  |  |  |  |  |
| |                                                                     |  |  |  |  |  |  |  |  |  |  |  |  |  |  |  |
| |                                                                     |  |  |  |  |  |  |  |  |  |  |  |  |  |  |  |